# لاوینگتون (نیومکزیکو)
لاوینگتون (به انگلیسی: Lovington) شهری در ایالت نیومکزیکو کشور ایالات متحده آمریکا است که جمعیت آن در سرشماری سال ۲۰۱۰ میلادی، ۱۱٬۰۰۹ نفر بوده‌است.

## موقعیت جغرافیایی
موقعیت جغرافیایی شهرها و مناطق اطراف به شرح زیر است: